# Neurolyga sylvestris
Neurolyga sylvestris är en tvåvingeart som först beskrevs av Ephraim Porter Felt 1907.  Neurolyga sylvestris ingår i släktet Neurolyga och familjen gallmyggor. Arten är reproducerande i Sverige. Inga underarter finns listade i Catalogue of Life.